# Edoardo Martel
Edoardo Martel (Torino, 1846 – Finale Ligure, 1929) è stato un botanico e mineralogista italiano.

## Biografia
Nato a Torino da una famiglia di commercianti normanni (i suoi si erano stabiliti in Piemonte appena un anno prima), passò la giovinezza e l'adolescenza in Francia, dove proseguì la sua formazione presso la celebre École Impériale Agronomique di Grignon. Conseguito nel 1867 il titolo di Ingegnere agrario, passò a vivere a Parigi lavorando presso il Jardin des Plantes e studiando privatamente sia botanica che mineralogia.
Trasferitosi in Italia nel 1870, occupò la cattedra di Agronomia presso l'Istituto Tecnico di Lecce (1870-1876) e fu direttore della Colonia Agraria e dell'Orto Botanico di Terra d'Otranto.
Nel 1877 si laureò in Scienze Natutali all'Università di Torino, dove tre anni dopo divenne "Dottore aggregato" ottenendo la facoltà di tenere insegnamenti anche universitari, seppur non entrando nei ruoli accademici.
Nel 1878 Martel si trasferì in Sicilia a Modica, allora centro di studi rinomato, ed insegnò Fisica e Chimica presso il Regio Ginnasio-Liceo "T. Campailla" e Lingua inglese presso l'Istituto Tecnico "Archimede".

## Insegnante presso i Regi Licei
Nel 1881, mentre ancora insegnava a Modica, una ispezione ministeriale accertò le sue notevoli capacità e venne quindi trasferito a Roma, mandato ad insegnare Fisica, Chimica e Storia naturale presso il Liceo Umberto I, mentre al Liceo Visconti occupò la cattedra di Storia naturale. Al Collegio Militare teneva lezioni di Scienze fisiche e naturali.
L'ultimo trasferimento della sua vita lo riportò a Torino (1892). Destinato al Liceo classico Vincenzo Gioberti, continuò i suoi studi presso l'Orto Botanico dell'Università, ricevendo spesso nomine ministeriali come commissario in concorsi per l'assegnazione di cattedre negli istituti medi e superiori.
La sua continua e fluida produzione scientifica (fu autore di una ventina di pubblicazioni) fu spesso accolta negli Atti della Regia Accademia delle Scienze di Torino, meritandogli per due volte (nel 1903 e nel 1906) la vincita di due premi messi in palio dall'Accademia dei Lincei e in seguito anche onorificenze in Francia.